# Atys (Lully)
Atys ist eine Tragédie lyrique (Originalbezeichnung: „Opéra en musique“, später auch „Tragédie en musique“) in einem Prolog und fünf Akten von Jean-Baptiste Lully (Musik) mit einem Libretto von Philippe Quinault nach Ovids Fasti. Sie wurde am 10. Januar 1676 im Schloss Saint-Germain-en-Laye erstmals aufgeführt.

## Handlung
Am Ende des Prologs, in dem König Ludwig XIV. als neuer Held gepriesen wird, kündet die Göttin Iris die folgende Tragödie zu dessen Unterhaltung an. Diese handelt von der Liebe der Göttin Cybele zum Jüngling Atys. Zu Beginn aber verliebt sich Atys in die Nymphe Sangaride, deren Hochzeit mit dem phrygischen König Celænus (einem Freund von Atys) unmittelbar bevorsteht. In Unkenntnis dieser Lage ernennt Cybele Atys persönlich zu ihrem Hohepriester und gesteht ihm in einer umfangreichen Traumszene ihre Liebe. Atys wird von schweren Gewissensbissen geplagt, entscheidet sich dann aber für Sangaride. Bevor diese davon erfährt, erklärt sie sich in einem Anfall von Eifersucht bereit, Celænus zu heiraten. Atys unterbricht die Hochzeitsfeier mit der Behauptung, dass Cybele die Heirat untersagt habe, und entschwindet mit Sangaride. Cybele ruft aus Rache die Furie Alecton herbei, die Atys verhext, so dass er im Wahn Sangaride für ein Ungeheuer hält und tötet. Nachdem er wieder zur Vernunft gekommen ist, ersticht Atys sich selbst. Cybele verwandelt ihn in eine Pinie und betrauert ihn.

### Prolog
Palast der Zeit
Am 10. Januar 1676 preisen die Zeit und die Stunden des Tages und der Nacht einen neuen Helden, der die Erinnerung an die Heroen der vergangenen Jahrhunderte verblassen lasse – Ludwig XIV. Die Göttin Flore wird von einem Zephyr hereingeführt, begleitet von blumengeschmückten Nymphen, die ein menuet en rondeau tanzen. Als die Zeit sie nach dem Grund für ihr vorzeitiges Erscheinen mitten im Winter fragt, entgegnet Flore, dass sie auf keinen Fall den Helden verpassen wollte, der im Frühling bereits in den Krieg ziehen werde. Die folgenden Tänze werden von Melpomene, der Muse der Tragödie, unterbrochen, die mit einer Gruppe Heroen erscheint, gefolgt von Hercule, Antæe, Castor, Pollux, Lyncée, Idas, Eteocle und Polinice. Sie vertreiben Flore und ihr Gefolge, um Platz für das folgende tragische Schauspiel zu machen, bei dem die Heroen in einer Pantomime tanzend ihre vergangenen Kämpfe darstellen. Die Göttin Iris steigt auf ihrem Regenbogen herab, um Flore und Melpomene an die Seite der Göttin Cybele zu rufen. Sie sollen gemeinsam für die Unterhaltung des Helden sorgen.

### Erster Akt
Ein der Cybele geweihter Berg
Szene 1. Im Morgengrauen ruft Atys die Einwohner Phrygiens herbei, um die bevorstehende Ankunft der Göttin Cybele zu erwarten. Der Refrain „Allons, allons, accourez tous, Cybele va descendre“ wird im Verlauf der folgenden Szenen mehrfach in abgewandelter Form wiederholt.
Szene 2. Atys’ Freund Idas erscheint als erster. Schon taucht die Sonne die Felder in lebendige Farben. Sie unterhalten sich über die Liebe, die Idas für unwiderstehlich hält. Atys dagegen zieht den „glücklichen Frieden gleichgültiger Herzen“ vor. Wenn auch das Vergnügen nicht so groß sei, seien doch die Schmerzen geringer. Er gibt zu, diese bereits verspürt zu haben.
Szene 3. Die Nymphe Sangaride und ihre Freundin Doris, Idas’ Schwester, gesellen sich zu ihnen. Vögel fangen an zu singen. Auch Sangaride preist die Macht der Liebe („Quand le peril est agreable“), die Atys erneut verleugnet. Atys und Idas entfernen sich.
Szene 4. Sangaride beneidet Atys um seine Gleichgültigkeit („Atys est trop heureux!“). Sie leidet selbst unter der Liebe, da sie noch heute mit dem phrygischen König Celænus vermählt werden soll, obwohl sie insgeheim in Atys verliebt ist. Ihr einziger Trost liegt darin, dass Atys ihre Liebe nicht erwidert.
Szene 5. Atys kehrt zurück und meldet das Nahen der Phrygier. Doris entfernt sich, um die anderen Nymphen zu holen.
Szene 6. Allein mit Sangaride beglückwünscht Atys sie zu ihrer bevorstehenden Hochzeit. Zunächst zeigt er keine Anzeichen von Eifersucht, aber dann gesteht er, dass ihr glücklichster Tag zugleich sein letzter sein werde – er sterbe aus Liebe zu ihr. Auch Sangaride offenbart ihm ihre Liebe. Wenn er wirklich den Tod suche, werde sie ihm folgen müssen. Da ihnen keine andere Wahl bleibt, beschließen sie, ihre gegenseitige Zuneigung geheim zu halten.
Szene 7. Doris und Idas kehren mit den Phrygiern zurück. Während die Göttin Cybele in ihrer Kutsche vom Berg herabsteigt, feiern die Phrygier ihr zu Ehren mit Tanz und Gesang („Commençons, commençons“).
Szene 8. Cybele begrüßt ihr Volk und kündigt die Wahl eines neuen Priesters an. Der Akt endet mit ihrer anschließend vom Chor aufgenommenen Arie „Vous devez vous animer“ – „Nous devons nous animer“.

### Zweiter Akt
Tempel der Cybele
Szene 1. König Celænus und Atys erwarten die Ankunft Cybeles, die einen von ihnen zu ihrem Hohepriester erwählen will. Atys ist der Ansicht, dass sich die Göttin für Celænus, den mächtigsten der Könige, entscheiden werde. Celænus ist sich nicht so sicher. Er hat auch Zweifel bezüglich seiner Braut Sangaride und fragt Atys, der offenbar ihr Vertrauen besitzt, ob er von einem heimlichen Geliebten weiß. Atys beruhigt ihn. Sangaride werde der Pflicht und dem Ruhm folgen, und beides liege bei ihm, Celænus. Celænus vermisst dabei die Liebe – aber das könne der gleichgültige Atys wohl nicht verstehen. Nachdem jeder der beiden seine Grundsätze in einer Arie vorgetragen hat, entfernt sich Atys.
Szene 2. Cybele kommt mit ihrer Vertrauten Melisse und einer Gruppe von Priesterinnen, um Celænus ihre Wahl mitzuteilen. Obwohl ihm unter allen Königen der Vorrang gebühre, wolle sie sich für Atys entscheiden. Celænus wünscht seinem Freund Atys alles Gute. Er selbst ist zufrieden mit seinen anderen Errungenschaften: Er sei König, Neptun sei sein Vater, und er werde eine Schönheit heiraten. Atys’ Herz dagegen sei frei, um Cybele ungestört zu dienen. Celænus und die Priesterinnen gehen.
Szene 3. Allein mit der über die Wahl erstaunten Melisse zurückgeblieben, offenbart Cybele ihr ihre Liebe zu Atys. Sie wolle ihm diese auf ganz besondere Weise kundtun. Melisse möge zu diesem Zweck den Schlaf und die Träume herbeiholen. Unterdessen sollen die Zephyre und Völker ihr und dem neuen Hohepriester huldigen.
Szene 4. Die Zephyre erscheinen strahlend in den Lüften, verschiedene Volksgruppen betreten den Tempel, und alle gemeinsam feiern den Ruhm des neuen Hohepriesters in einem Divertissement.

### Dritter Akt
Priesterpalast der Cybele
Szene 1. Atys beklagt, dass alle Vergnügungen ihn nicht glücklich machen können. Mit seiner Liebe zu Sangaride verlöre er das einzige, was ihm wichtig ist – und damit würde er seine Pflicht verraten.
Szene 2. Idas und Doris bitten Atys um ein offenes Gespräch. Sangaride habe ihnen unter Tränen ihre Gefühle offenbart. Sie wolle Celænus nun nicht mehr heiraten und ihre Liebe öffentlich bekanntgeben. Atys fällt es schwer, sich zwischen ihr und seiner Freundschaft mit dem König zu entscheiden – aber schließlich obsiegt die Liebe.
Szene 3. Wieder allein, grübelt Atys weiter über seine Gefühle nach. Er wird von Müdigkeit überrascht und sinkt in die Höhle des Schlafs hinab.
Eine von Mohnblumen und Bächen umgebene Grotte
Szene 4. Der Gott des Schlafs nähert sich in Begleitung von angenehmen und düsteren Träumen sowie seinen Söhnen Morphée, Phobetor und Phantase dem schlafenden Atys. Zwei der Träume spielen Viola, zwei andere Theorbe, sechs Träume spielen Flöte, zwölf düstere Träume singen, und acht verlockende und acht düstere Träume tanzen („Dormons, dormons tous“). Im Auftrag Cybeles offenbaren sie Atys ihre Liebe und stellen deren Wonnen dar. Außerdem warnen sie ihn durch Schreckbilder davor, diese zurückzuweisen. Durch die düsteren Träume erschreckt, wacht Atys auf. Die Bilder verschwinden mitsamt der Höhle, und Atys findet sich im Palast wieder.
Priesterpalast der Cybele
Szene 5. Inzwischen haben sich Cybele und Melisse im Palast eingefunden. Cybele beruhigt den immer noch verstörten Atys. Er solle den Träumen glauben, denn sie haben in ihrem Auftrag gesprochen. Sie versichert ihm ihre Liebe und bittet um eine offene Antwort.
Szene 6. Sangaride stürzt herein, wirft sich der Göttin zu Füßen und fleht sie um Hilfe an. Atys unterbricht sie noch rechtzeitig, bevor sie ihre Liebe zu ihm offenbaren kann. Er bittet Cybele nun selbst, Sangarides Hochzeit mit Celænus zu verhindern. Cybele verspricht ihre Unterstützung. Sie liebe Atys, habe alles für ihn aufgegeben und könne ihm keinen Wunsch abschlagen. Sangaride zieht sich zurück. Anschließend schickt Cybele auch Atys fort, um ihre Befehle abzuwarten.
Szene 7. Melisse gegenüber beklagt Cybele die Gleichgültigkeit Atys’, der ihre Liebe offenbar nicht erwidert. Melisse entgegnet, dass Atys nur noch nicht wisse, wie man die Liebe ausdrücke. Cybele aber ist beunruhigt. Sie schickt Melisse zu Zephire, damit der alles zu Atys’ Wünschen erfüllt.
Szene 8. Cybele ist verzweifelt, dass sie sich in der Liebe so sehr getäuscht hat („Espoir si cher et si doux“).

### Vierter Akt
Palast des Flusses Sangar
Szene 1. Sangaride ist in Tränen aufgelöst. Sie beklagt sich bei Doris und Idas darüber, dass Atys sich für Cybele entschieden und ihre Liebe verraten habe. Die beiden versuchen vergeblich, sie zu trösten (Trio: „Qu’une premiere amour est belle“).
Szene 2. Celænus erscheint mit seinem Gefolge, um Sangaride zur Hochzeitszeremonie abzuholen. Sie willigt ein – die Heirat sei schließlich der Wunsch ihres Vaters.
Szene 3. Celænus teilt dem hinzugekommenen Atys seine Freude darüber mit, dass seine Liebe endlich von Sangaride erwidert wird. Doris, Idas und Celænus mit seinem Gefolge entfernen sich.
Szene 4. Atys und Sangaride können sich endlich aussprechen und die Missverständnisse ausräumen. Sie schwören sich ewige Liebe. Atys geht, um die ihm von Cybele verliehene Macht für die Erfüllung ihrer Wünsche zu nutzen.
Szene 5. Celænus und die Hochzeitsgäste erscheinen, darunter der Gott des Flusses Sangar (Sangarides Vater) und weitere Fluss-, Bach- und Quellgottheiten. Sangar stellt den Anwesenden den Bräutigam Celænus vor. Sie geben ihre Zustimmung und feiern in einem Divertissement mit verschiedenen Chören und Tänzen („Tous, d’une commune voix“): Zwölf große Flussgötter singen, fünf spielen Flöte, vier Quellgottheiten und vier Flussgötter sowie zwei kleine Bachgötter singen und tanzen, vier kleine Bachgottheiten, sechs große Flussgötter, zwei alte Flussgötter und zwei alte Quellnymphen tanzen (u. a. Chor „La beauté la plus sévère“ und Duett „D’une constance extresme“).
Szene 6. Atys kommt mit einer Gruppe fliegender Zephire. In seiner Eigenschaft als Hohepriester Cybeles behauptet er, die Göttin habe die Hochzeit verboten. Celænus fühlt sich von seinem Freund verraten. Die Zephire tragen Atys und Sangaride durch die Lüfte fort.

### Fünfter Akt
Zauberhafte Gärten
Szene 1. Celænus konfrontiert Cybele mit dem unerwarteten Verbot der Hochzeit und wirft ihr Grausamkeit vor. Cybele rechtfertigt sich mit ihrer Liebe zu Atys, die sie zu Ungerechtigkeiten verleitet habe. Aber auch sie sei betrogen worden, denn Atys liebe Sangaride. Sie verspricht Celænus Rache an Atys.
Szene 2. Als Atys und Sangaride mit einer Gruppe Priesterinnen hinzukommen, werfen Cybele und Celænus ihnen ihr Vergehen vor. Atys und Sangaride verweisen auf ihre gegenseitige Liebe, die kein Verbrechen sei. Cybele und Celænus aber lassen sich nicht besänftigen. Cybele ruft die Furie Alecton herbei, um ihre Rache auszuführen.
Szene 3. Idas, Doris und einige Phrygier kommen hinzu. Zu den Klängen eines kurzen Vorspiels mit Sechzehntelnoten und punktierten Rhythmen steigt Alecton aus der Unterwelt hervor. Sie schüttelt eine Fackel über dem Haupt Atys’, woraufhin dieser von Halluzinationen überwältigt wird. Er hält Sangaride im Wahn für ein Ungeheuer, das es zu vernichten gilt und jagt sie von der Bühne – begleitet von den Schreckensrufen des Chores („Atys ! Ô Ciel ! Atys luy-mesme fait perir ce qu’il aime !“). Dann erdolcht er sie vor den Augen Celænus’ mit dem Opfermesser. Cybele und Celænus sind gerächt, aber letzterem geht diese Strafe zu weit. Er zieht sich entsetzt zurück.
Szene 4. Nachdem Atys zurückgekehrt ist, berührt Cybele ihn und lässt ihn wieder zur Vernunft kommen. Dann zeigt sie ihm die tote Sangaride und teilt ihm zu seiner Bestürzung mit, dass er selbst sie getötet habe. Sie befiehlt den Priesterinnen, die Leiche fortzuschaffen. Atys, Idas, Doris und die Phrygier folgen ihnen.
Szene 5. Allein mit Melisse zurückgeblieben, bedauert Cybele das Geschehen.
Szene 6. Idas schleppt den schwer verletzten Atys herbei, gefolgt von den Priesterinnen. Um zumindest im Tode mit Sangaride vereint zu sein, hat Atys sich selbst erstochen. Cybele verwandelt ihn in ihren Lieblingsbaum, eine Pinie. Er soll für immer das Objekt ihrer Liebe bleiben. Sie ruft Korybanten, Wassernymphen und Waldgötter zu einer gemeinsamen Klage herbei.
Szene 7. Das letzte Divertissement ist der Trauerklage gewidmet. Vier Nymphen, acht Wassergötter und vierzehn Korybanten singen, acht Korybanten, drei Waldgötter und drei Nymphen tanzen.

## Gestaltung

### Instrumentation
Im Orchester der Oper spielen Blockflöten, Flöten, Oboen, Tenoroboen, Krummhörner, Fagotte, Schlagzeug, Streicher und Basso continuo. Zeitgenössischen Quellen zufolge spielten die Zephyre im zweiten Akt fünf Oboen (darunter zwei in Tenorlage) und drei Krummhörner. In der CD-Aufnahme William Christies wurden fünf Blockflöten (eine auch in Basslage), fünf Oboen (zwei in Tenorlage) und drei Fagotte eingesetzt. Für die Ritornelle nutzte Christie eine Favoriten-Auswahl der Streicher, die teilweise auch solistisch spielten. Das Continuo enthielt zwei Cembali, Basse de violon, zwei Basses de viole, Laute, Erzlaute (alternierend mit Luth piccolo), Theorbe und Gitarre.

### Musik
Wie schon in Lullys früheren Opern sind die farbenprächtigen Divertissements komplex aufgebaut. Hier sind jedoch auch die Rezitative sorgfältig strukturiert. Die Handlung schreitet mit zunehmender Spannung ohne Sprünge stetig voran. Auch ist es seine erste Oper mit einem tragischen Ende. Komische Einlagen und Nebenhandlungen fehlen. Lediglich die Szene mit Sangarides Vater Sangar und den anderen Flussgöttern im vierten Akt (Szene 5) kann auch auf humoristische Weise gedeutet werden. Selbst die Divertissements sind in die Handlung eingebunden.
Der Chor hat im letzten Akt ähnlich wie in der griechischen Tragödie die Funktion eines Beobachters und Kommentators.
Die Musik ist gekennzeichnet von einer differenzierten Orchestrierung mit Echowirkungen und exotischen Klangmischungen. Sangarides Verbundenheit mit der Natur wird atmosphärisch dargestellt. Besonders wirkungsvoll sind die Schlummermusik im dritten Akt und die von Querflöten begleitete Totenklage in c-Moll.
Die insgesamt fast 20 Minuten dauernde Schlafszene des dritten Akts besteht aus drei Teilen, die den Göttern des Schlafes, den angenehmen Träumen und den Albträumen gewidmet sind. Dabei verwendet Lully lediglich zwei Grundtonarten: Die angenehmen Teile stehen in g-Moll, die Schreckensvisionen in B-Dur. Die Szene beginnt sanft mit einer „permanent kreisende[n] Bewegung in gleichmäßigen Vierteln“, die durch die Instrumente wandert. Der für den Schlaf typische Klang entsteht vor allem durch die Instrumentalbesetzung mit Flöten, Theorben und Violen.:190 Herbert Schneider erkannte in der Musik „ein dissonant aufsteigendes Seufzermotiv quasi zum Schlummertopos, der der Szene eine unheimliche, ja magische Tiefe verleiht.“ Bereits im positiven Teil der Szene gibt es zwei mahnende B-Dur-Einwürfe des Götter-Chores. Der nachfolgende eigentliche B-Dur-Teil besteht aus einem Rezitativ, einem Ballett-Entrée, einem Männerchor ohne Instrumentalbegleitung und einem Tanz. Diese Szene wurde zum Prototyp vieler ähnlicher Szenen in späteren Opern Lullys und anderer Komponisten.:190f
Die französischsprachige rezitativische Deklamation der Oper besitzt ein außerordentlich hohes künstlerisches Niveau. Silke Leopold nennt als Beispiel die letzte Szene des dritten Akts, in der Cybele ihre Verzweiflung darüber ausdrückt, dass Atys sie nicht liebt. Die Szene steht in e-Moll, einer von Marc-Antoine Charpentier als „weich, verliebt und klagend“ („effeminé, amoureux et plaintif“) bezeichneten Tonart, die hier erst zum zweiten Mal auftaucht. Die Szene ist durch einen kurzen metrisch ungebundenen Refrain („Espoir si cher, et si doux, ah! pourquoy me trompez-vous?“) gegliedert und hat somit eine in sich abgeschlossene Form. Die Texte zwischen den Refrain-Versen stehen in Alexandrinern. Den metrischen Gegensatz zwischen den beiden Bestandteilen dieser Szene drückte Lully auch musikalisch aus:

„Lully achtete vermittels zahlreicher Taktwechsel darauf, daß die Hauptakzente der Alexandriner immer auf den Taktanfang fielen, während die unregelmäßige Akzentstruktur des Refrains auch in der Musik zum Tragen kam, etwa, indem er den Seufzer zu Beginn des zweiten Verses wiederholte und erst mit dem Leitton dis’’, dann noch einmal, nach einer pathetischen Pause mit dem Grundton e’’, hier allerdings über einem E-Dur-Akkord verband. Die melodische Erfindung folgte einerseits dem Gemütszustand, andererseits aber auch den Wortbedeutungen.“

Das Mittel des Refrains nutzte Lully bereits im ersten Akt, als Sangaride Atys’ Gleichgültigkeit beklagt („Atys est trop heureux!“). Der fallende Tetrachord in der Basslinie dieser Stelle wird in ihrem nachfolgenden Lamento ostinatohaft eingesetzt und leitet später als Erinnerung auch die Szene mit dem Liebesgeständnis des Paares ein.
Die Rezitative stehen (anders als in der italienischen Oper) in einem genau definierten Versmaß aus Zweier- und Dreierrhythmen. Dieses Mittel nutzen Lully und Quinault für eine präzise Charakterisierung der verschiedenen Personen. Die Unsicherheit Celænus’ am Anfang des zweiten Akts drückt sich beispielsweise durch eine hektische und kurzatmige Sprechweise aus, und Atys’ Wahnsinn im fünften Akt ist durch zerstückelte Satzfragmente gekennzeichnet. Die Eintracht der Nebenfiguren Idas und Doris im dritten und vierten Akt hebt Lully dadurch hervor, dass er ihre Stimmen miteinander verbindet. Ähnliche Kopplungen nutzt er in der zweiten Szene des fünften Akts, als Celænus und Cybele gemeinsam Atys und Sangaride konfrontieren. Die schnelle Abfolge von Rede und Gegenrede entspricht hier dem antiken Stilmittel der Stichomythie.
Die dialogischen Szenen sind Leopold zufolge „mit einer fast naturalistischen Emphase komponiert“, die aufgrund der festen Trennung von Rezitativ und Arie in den gleichzeitig entstandenen italienischen Opern kaum noch möglich war. Als Beispiel für Lullys „nunmehr typisch französische Vorstellung über die Verbindung von Drama und Musik“ nennt sie die Konfrontation von Atys und Sangaride in der vierten Szene des vierten Akts, in der sich die beiden nach ihrem Streit wieder versöhnen.:192

„[…] die gegenseitigen Vorwürfe, die sich über einem chromatisch aufsteigenden Baß immer mehr verdichten, das gemeinsame Singen auf unterschiedlichen Texten, bei dem die Musik eher als die Streitenden weiß, daß die Versöhnung nicht mehr weit ist, die fließenden Übergänge zwischen rezitativischem und ariosem Gesang in der gesamten Szene, schließlich die Versöhnung, die in einem polyphon einsetzenden, bald aber in homophone Harmonie mündenden ausgedehnten ariosen Schluß kulminiert […]“

Auch die einzelnen Gruppen des Chores sind musikalisch unterschiedlich charakterisiert. Robert Maschka bemerkte, dass in der Schlussszene „die Naturgottheiten einen eher elegischen, die Korybanten hingegen einen wildekstatischen Ton anschlagen“.

## Werkgeschichte
Atys ist Lullys vierte Tragédie lyrique. König Ludwig XIV. hatte das Thema selbst aus mehreren Vorschlägen ausgewählt. Das Libretto stammt ebenso wie das der Vorgängerwerke von Philippe Quinault. Voltaire nannte Atys gemeinsam mit Armide als Musterbeispiel für Quinaults Meisterschaft dieser Gattung. Jean-Laurent Le Cerf de La Viéville bezeichnete Atys als „die Oper des Königs“ („L’Opera du Roi“) und verglich sie damit mit Lullys anderen Opern Armide („die Oper der Frauen“), Phaëton („die Oper des Volks“) und Isis („die Oper der Musiker“).
Bei der Uraufführung am 10. Januar 1676 im Schloss Saint-Germain-en-Laye sangen François Beaumavielle (Temps), Marie Verdier (Flore), de la Grille (Zephir), Beaucreux (Melpomene), des Fronteaux (Iris), Bernard Clédière (Atys), Antoine Morel (Idas), Marie Aubry (Sangaride), Marie-Madeleine Brigogne (Doris), Saint-Christophe (Cybele), Bony (Melisse), Jean Gaye (Celænus), Ribon (Sommeil), Godonesche (Sangar), Langeais (Morphée), Frizon (Phobetor) und de la Forest (Phantase). Die wichtigsten Tänzer waren Beauchamp, Dolivet, Faure, Favier, Lestang, Magny und Pécour.
Das Werk war außerordentlich erfolgreich. Wiederaufnahmen in Saint-Germain gab es bereits 1677, 1678 und 1682. Für letztere Aufführung komponierte Lully zusätzliche Tänze. Darin tanzten neben den professionellen Tänzern auch Höflinge. Die erste öffentliche Aufführung fand im April 1676 an der Pariser Oper statt. Dort gab es bis 1747 insgesamt sieben Wiederaufnahmen (1738 ohne das letzte Divertissement). Bereits 1714 hatte sich das Publikum von der geschmacklichen Vorgabe des Monarchen emanzipiert: Damen verließen während des fünften Aktes den Saal. 1753 wurde Atys ohne Prolog am Hof Ludwigs XV. in Fontainebleau gespielt. Aufführungen außerhalb von Paris gab es bis 1749 auch in Amsterdam, Marseille, Lyon, Rouen, Brüssel, Metz, Lille und Den Haag. Die deutsche Erstaufführung fand vor 1686 vermutlich in Ansbach statt.
Ein Anzeichen für die große Popularität ist, dass im 17. und 18. Jahrhundert sämtliche Musiknummern parodiert wurden. Besonders bekannt waren die Arie der Sangaride „Quand le peril est agreable“ (erster Akt, Szene 3), der Chor „Nous devons nous animer“ (Abschluss des ersten Akts) sowie der Chor „La beauté la plus severe“ und das Duett „D’une constance extresme“ (vierter Akt, Szene 5).
Der Dirigent William Christie führte die Oper 1987 in einer Inszenierung von Jean-Marie Villégier anlässlich von Lullys 300. Todestag mit großem Erfolg in Paris, Florenz und anderen Städten auf und spielte sie auf CD ein. 2011 finanzierte der US-amerikanische Mäzen Ronald P. Stanton, der 1987 eine Aufführung in Versailles besucht hatte, eine Wiederaufnahme der aufwändigen Inszenierung, die zunächst an der Opéra-Comique in Paris und anschließend auch in Caen, Bordeaux, Versailles und New York aufgeführt wurde. Bei dieser Gelegenheit wurde auch ein Video-Mitschnitt erstellt.
Eine Neuproduktion, der eine Absprache mit William Christie und Les Arts Florissants vorangegangen war, gab es 2022 als Aufführungsserie mit Beginn im Februar im Grand Théâtre de Genève und Fortsetzung im Sommer an der Opéra Royal de Versailles. Leonardo García Alarcón dirigierte die Cappella Mediterranea, der Choreograph Angelin Preljocaj unterstützte ihn mit dem hauseigenen Sängerensemble und Ballett. Für das Bühnenbild sorgte Prune Nourry, die Kostümentwürfe stammten von Jeanne Vicérial, das Lichtdesign von Éric Soyer. Die Titelrolle des Atys nahm Matthew Newlin ein, Giuseppina Bridelli war Cybèle und Ana Quintans ihre Rivalin Sangaride.

## Aufnahmen
- Januar 1987 (Studioaufnahme): William Christie (Dirigent), Les Arts Florissants. Bernard Deletré (Temps, Phobetor und Sangar), Monique Zanetti (Flore), Arlette Steyer (Melpomene), Agnès Mellon (Iris und Sangaride), Guy de Mey (Atys), Jacques Bona (Idas), Françoise Semellaz (Doris), Guillemette Laurens (Cybele), Noémi Rime (Melisse), Jean-Francois Gardeil (Celænus), Gilles Ragon (Sommeil), Jean-Paul Fouchécourt (Morphée), Michel Laplénie (Phantase). harmonia mundi CD: HMX 290844, Harmonia mundi CD: HMC 901257.59 (3 CDs).[16]
- 27. Oktober 2011 (Video): William Christie (Dirigent), Jean-Marie Villégier (Inszenierung), Les Arts Florissants, Compagnie Fêtes galantes (Tänzer). Bernard Deletré (Temps und Sangar), Elodie Fonnard (Flore), Anna Reinhold (Melpomène), Rachel Redmond (Iris), Bernard Richter (Atys), Marc Mauillon (Idas), Emmanuelle de Negri (Sangaride), Sophie Daneman (Doris), Stéphanie d’Oustrac (Cybele), Jaël Azzaretti (Melisse), Nicolas Rivenq (Celænus), Paul Agnew (Sommeil), Cyril Auvity (Morphée), Callum Thorpe (Phobetor), Benjamin Alunni (Phantase), Arnaud Richard (Un songe funeste), Jean-Charles di Zazzo (Alecton). FRA Musica FRA006 (2 DVDs).[17]
- 2022 (Video; live aus der Opéra Royal de Versailles): Leonardo García Alarcón (Dirigent), Angelin Preljocaj (Inszenierung), Cappella Mediterranea. Nicholas Scott (Zephir und Sommeil), Gwendoline Blondeel (Iris, Doris, Divinité fontaine und Flore), Matthew Newlin (Atys), Michael Mofidian (Idas, Phobetor und Un songe funeste), Ana Quintans (Sangaride), Giuseppina Bridelli (Cybele), Lore Binon (Melisse und Divinité fontaine), Andreas Wolf (Celænus und Temps), Luigi De Donato (Sangar), Valerio Contaldo (Morphée und Dieu de fleuve), José Pazos (Phantase). Videostream auf france.tv.[18]
- 12.–14. Juli 2023 (aufgenommen in der Opéra Royal de Versailles): Christophe Rousset (Dirigent), Les Talens Lyriques, Chœur de Chambre de Namur. Reinoud Van Mechelen (Atys), Marie Lys (Sangaride und Flora), Ambroisine Bré (Cybèle), Philippe Estèphe (Célénus), Romain Bockler (Idas), Gwendoline Blondeel (Doris und Iris), Olivier Cesarini (Le fleuve Sangar, Phobétor und Le Temps), Kieran White (Le Sommeil und Un Zéphir), Nick Pritchard (Morphée), Antonin Rondepierre (Phantase), Apolline Raï-Westphal (Mélisse und Melopmène), Vlad Crosman (Un Songe funeste). Château de Versailles Spectacles CVS 126 (3 CDs).[19]